# Ruy López de Segura
Ruy López de Segura leefde in de 16e eeuw en was een Spaanse priester. In 1558 schrijft hij een boek over de Ruy López opening. In 1560 bezoekt hij Rome en introduceert hij het begrip gambiet. In 1561 voert hij de 50-zetten regel in met het begrip remise. In 1580 overlijdt hij. In 1584 wordt zijn boek vertaald in het Italiaans.
De schaakopening Ruy López, in niet-Engelstalige landen beter bekend als de Spaanse opening, wordt vaak gespeeld door Garri Kasparov, Bobby Fischer en Nigel Short. De beginzetten zijn: 1.e4 e5 2.Pf3 Pc6 3.Lb5. (diagram)